# 24 Präludien und Fugen
24 Präludien und Fugen op. 87 sind eine Komposition für Klavier von Dmitri Schostakowitsch. Nach dem Vorbild von Johann Sebastian Bachs Wohltemperiertem Klavier besteht das Werk aus 24 Satzpaaren „Präludium und Fuge“ in allen Dur- und Molltonarten. Es entstand 1950/1951 und wurde durch die Widmungsträgerin Tatjana Nikolajeva im Dezember 1952 in Leningrad uraufgeführt.

## Entstehung
Anlässlich des 200. Todestags von Johann Sebastian Bach nahm Schostakowitsch im Sommer 1950 als Mitglied einer sowjetischen Delegation am Bachfest in Leipzig teil. Als Jurymitglied beim Klavierwettbewerb und als Einspringer bei einem der Konzerte lernte er die Pianistin Tatjana Nikolajeva kennen, deren Spiel des Wohltemperierten Klaviers ihn sehr beeindruckte. Er beschloss, einen vergleichbaren Zyklus zu komponieren. Zwischen Oktober 1950 und Februar 1951 entstanden die 24 Präludien und Fugen.
Am 31. März und am 5. April 1951 spielte Schostakowitsch jeweils ein Buch mit 12 Präludien und Fugen bei Treffen des sowjetischen Komponistenverbandes. Daraufhin entstand im Fachpublikum zunächst eine kontroverse Diskussion um die Qualität und kulturpolitische Opportunität des Werks. Tatjana Nikolajeva, welche die Stücke schon während ihrer Entstehung einstudiert hatte, setzte sich für die Zustimmung der Partei und für die Veröffentlichung ein und spielte am 23. und 28. Dezember 1952 die offizielle Uraufführung des kompletten Werks mit großem Erfolg. Für Schostakowitsch war dieser Erfolg bedeutsam: Zum ersten Mal seit 1948 konnte wieder ein Werk, das er aus eigenem inneren Antrieb und nicht zur Erfüllung politischer Vorgaben komponiert hatte, öffentliche Anerkennung ernten.

## Übersicht

### Anordnung der Tonarten
Während die Stücke in Bachs Wohltemperiertem Klavier nach chromatisch aufsteigenden Tonarten angeordnet sind, wählte Schostakowitsch für sein op. 87 die Reihenfolge nach dem Quintenzirkel, ähnlich wie Chopin in seinen 24 Préludes op. 28 und Schostakowitsch selbst schon in seinen 24 Präludien op. 34. Auf C-Dur und a-Moll folgen in aufsteigenden Quinten die Kreuztonarten mit zunehmender Zahl der Vorzeichen, dann die B-Tonarten mit abnehmender Zahl. 
Schostakowitsch verteilte die 24 Stücke auf zwei Hefte mit jeweils 12 Satzpaaren. Er selbst spielte öffentlich oft Gruppen von drei bis sechs Stücken, aber nie den kompletten Zyklus; und es ist unklar, ob eine Gesamtaufführung von ihm intendiert war. Sie nimmt zweieinhalb bis drei Stunden in Anspruch.

### Bezüge zu Bachs „Wohltemperiertem Klavier“
Schostakowitschs Werk ist als ausdrückliche Hommage an Johann Sebastian Bach entstanden, und das eröffnende Präludium in C-Dur beginnt programmatisch mit einem C-Dur-Akkord in genau derselben Lage wie Bachs C-Dur-Präludium BWV 846. Viele weitere Stücke erinnern in ihrem Satzbild an bestimmte Vorbilder aus dem Wohltemperierten Klavier, wie die Präludien a-Moll, B-Dur und g-Moll mit ihren fortlaufend repetierten Figurationen. In vielen Präludien wird durch eine Reprise des Anfangs eine zweiteilige Form angedeutet, die auch bei Bach eine Reihe der Präludien kennzeichnet. Einzelne Präludien sind in dezidiert barocken Formen komponiert, so das Präludium gis-Moll als Passacaglia. Ähnlich wie Bach versucht Schostakowitsch, vor allem in den Präludien eine möglichst große Vielfalt unterschiedlicher Charaktere darzustellen. Die Fugen sind ungeachtet ihrer z. T. stark geweiteten Tonalität in manchen Details fast durchgängig der barocken Tradition verpflichtet, so in der Gestaltung kontrastierender Kontrapunkte und in der Beantwortung im Quintabstand.
Mark Mazullo sieht einen wesentlichen Unterschied zum Wohltemperierten Klavier: während die chromatisch aufsteigende Reihenfolge der Stücke bei Bach eine lockere Sammlung von einzelnen Satzpaaren ergebe, die aus pädagogischer Motivation vor allem spieltechnische Vielfalt und die Charakteristik von Tonarten ausprägen möchte, zeige sich in Schostakowitschs Werk eine fortlaufend gedachte Dramaturgie vom Ausgangspunkt in C-Dur bis zum krönenden Abschluss in d-Moll.

### Motivische Selbstreferenzen

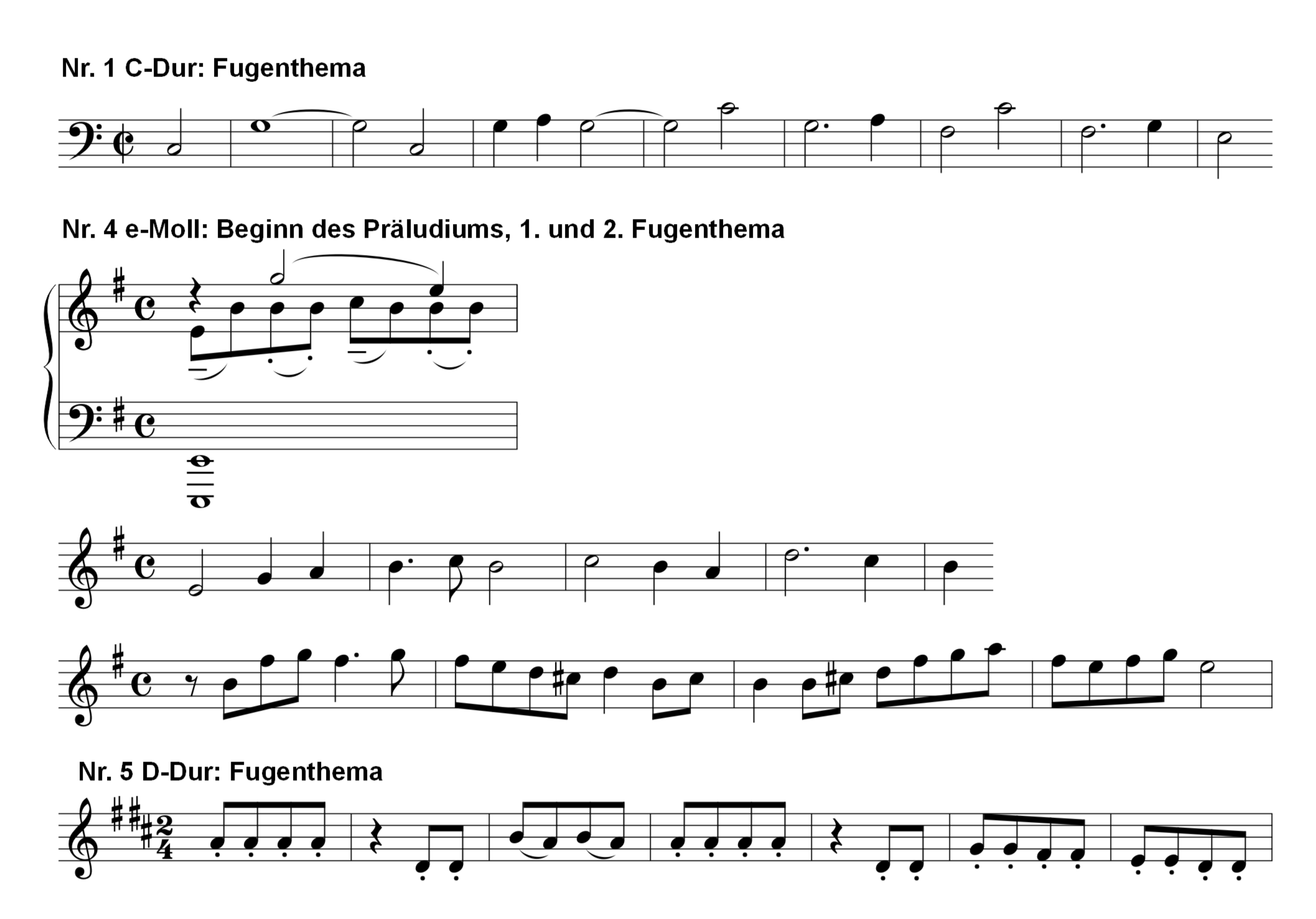
Beispiele für Themen aus Schostakowitsch op. 87 mit den Tonstufen 1-5-6 als zentralen Tönen. Weitere Beispiele: die Präludien in E-Dur, b-Moll, f-Moll; die Fugen in cis-Moll, es-Moll, b-Moll, A-Dur, g-Moll.

Innerhalb von Schostakowitschs op. 87 beruhen auffallend viele Themen sowohl der Präludien als auch der Fugen wörtlich oder in ihren Umrissen auf der Tonfolge der 1. – 5. – 6. Tonstufe. Dieses häufig wiederkehrende Motiv korrespondiert mit den Tonartenverwandtschaften, die die Reihenfolge des Zyklus bestimmen, zwischen den quintverwandten Tonarten und den Paralleltonarten.
Darüber hinaus enthalten sehr viele Stücke aus op. 87 Zitate aus eigenen früheren Werken, ebenso wie auch Themen aus op. 87 in späteren Werken wieder auftauchen.

### Details

#### 1. Buch
|     | Tonart   | Präludium                   | Fuge                              | Bemerkungen |
| --- | -------- | --------------------------- | --------------------------------- | --- |
| 1.  | C-Dur    | 3/4, Moderato               | , Moderato, vierstimmig           | Das einleitende Satzpaar thematisiert auf originelle Weise das im weiteren Zyklus vorgesehene Komponieren in allen Tonarten: Das Präludium verwendet neben den leitereigenen Tönen von C-Dur auch die erhöhten und erniedrigten Töne in sämtlichen (!) enharmonischen Varianten. Dagegen benutzt die Fuge überhaupt keine Versetzungszeichen und bleibt im diatonischen Tonvorrat der C-Dur-Tonleiter, bringt allerdings Themeneinsätze auf jeder der sieben Stufen und deutet dadurch alle Modi (inklusive lokrisch) an. |
| 2.  | a-Moll   | , Allegro                   | 2/4, Allegretto, dreistimmig      | |
| 3.  | G-Dur    | , Moderato non troppo       | 6/8, Allegro molto, dreistimmig   | Das Präludium gehört zu den Stücken, die durch den deklamatorischen Gestus und die mehrdeutige Tonalität mit modalen Anklängen an russische Musiktraditionen erinnern. |
| 4.  | e-Moll   | , Andante                   | , Adagio, vierstimmig, Doppelfuge | Neben der abschließenden Fuge in d-Moll ist die Fuge in e-Moll die einzige weitere Doppelfuge des Werks. |
| 5.  | D-Dur    | 3/4, Allegretto             | 2/4, Allegretto, dreistimmig      | |
| 6.  | h-Moll   | 3/4, Allegretto             | 3/4, Moderato, vierstimmig        | |
| 7.  | A-Dur    | 12/8, Allegro poco moderato | , Allegretto, dreistimmig         | |
| 8.  | fis-Moll | 2/4, Allegretto             | 3/4, Andante, dreistimmig         | |
| 9.  | E-Dur    | , Moderato non troppo       | 3/4, Allegro, zweistimmig         | Das Präludium beginnt unisono und gehört zu den Stücken, die durch den deklamatorischen Gestus und die mehrdeutige Tonalität mit modalen Anklängen an russische Musiktraditionen erinnern. Die Fuge ist in mehrerer Hinsicht einzigartig im Zyklus: nur sie ist zweistimmig, und nur sie benutzt die Technik der Umkehrung des Themas. Ihr Ende im Unisono knüpft an den Anfang des Präludiums an; lediglich die abschließende Fuge in d-Moll hat noch einmal einen solchen Schluss.                                      |
| 10. | cis-Moll | , Allegro                   | 3/4, Moderato, vierstimmig        | Das Präludium beginnt mit fast derselben Figur in komplementärer Bewegung der beiden Hände wie Bachs Präludium Es-Dur BWV 852. |
| 11. | H-Dur    | , Allegro                   | 2/4, Allegro, dreistimmig         | |
| 12. | gis-Moll | 3/4, Andante                | 5/4, Allegro, vierstimmig         | Das Präludium hat die Form einer Passacaglia. |

#### 2. Buch
|     | Tonart  | Präludium                | Fuge                                                | Bemerkungen |
| --- | ------- | ------------------------ | --------------------------------------------------- | --- |
| 13. | Fis-Dur | 6/8, Moderato con moto   | 2/4, Adagio, fünfstimmig                            | |
| 14. | es-Moll | 7/4, Adagio              | 3/4, Allegro non troppo, dreistimmig                | Das Präludium gehört zu den Stücken, die durch den deklamatorischen Gestus und die mehrdeutige Tonalität mit modalen Anklängen an russische Musiktraditionen erinnern. |
| 15. | Des-Dur | 3/4, Allegretto          | 3/4, und 5/4 im Wechsel, Allegro molto, vierstimmig | |
| 16. | b-Moll  | 3/4, Andante             | , Adagio                                            | Die Form des Präludiums ist: Thema mit Variationen mit jeweils schnelleren Begleitmustern, und Coda. |
| 17. | As-Dur  | , Allegretto             | 5/4, Allegretto                                     | |
| 18. | f-Moll  | 3/4, Moderato            | 2/4, Moderato con moto, vierstimmig                 | |
| 19. | Es-Dur  | 3/4, Allegretto          | 5/4, Moderato con moto, dreistimmig                 | |
| 20. | c-Moll  | , Adagio                 | und 3/2 im Wechsel, Moderato, vierstimmig           | |
| 21. | B-Dur   | , Allegro                | 3/4, Allegro non troppo, dreistimmig                | |
| 22. | g-Moll  | 3/4, Moderato non troppo | 3/4, Moderato, vierstimmig                          | |
| 23. | F-Dur   | , Adagio                 | , Moderato con moto, dreistimmig                    | |
| 24. | d-Moll  | 3/4, Andante             | 3/4, Moderato, vierstimmig, Doppelfuge              | Der Zyklus wird abgeschlossen durch ein in vieler Hinsicht „großes“ Satzpaar. Das bezieht sich auf die umfangreiche Formanlage mit einer Doppelfuge (von denen es nur zwei im ganzen Werk gibt), auf die dynamische und expressive Bandbreite, auf die pianistischen Texturen und auf den Reichtum an Anspielungen auf andere Werke Schostakowitschs. Der monumentale Schluss der Fuge in D-Dur ähnelt demjenigen von Schostakowitschs 5. Sinfonie. Dabei wird D-Dur eingetrübt durch die Töne b und es, die vielleicht als musikalisch chiffrierte Initialen Bachs und Schostakowitschs zu verstehen sind. |

## Rezeption
Die ersten Aufführungen des Zyklus vor Kollegen des Komponistenverbandes standen im Zeichen der kulturpolitischen Forderungen der Stalinzeit. Schostakowitsch wurde durch Marian Kowal, Dmitri Kabalewski und andere Musiker Formalismus und Dekadenz vorgeworfen. Im Bezug auf das Bachsche Vorbild wurde eine Abwendung von der Gegenwart gesehen. Das Werk hatte jedoch auch Fürsprecher, und nach der Uraufführung durch Tatjana Nikolajeva verstummte die Kritik. Das Werk konnte sich im Repertoire der Pianisten weltweit durchsetzen.
Allgemein hervorgehoben wird die stilistische und kompositionstechnische Vielfalt und Bandbreite der Stücke. Doch fallen im Blick auf ihre Qualität unterschiedliche Urteile. Der Musikwissenschaftler Wilfrid Mellers behauptet: „Wenn es ein einziges Werk in seinem großen Schaffen gibt, das uns versichert, dass Schostakowitsch zu den wenigen großen Komponisten [des zwanzigsten Jahrhunderts] gehört, dann ist es diese Sammlung.“ Weniger enthusiastisch ist die Einschätzung von Klaus Billing, das Werk bezeuge Schostakowitschs „tiefe und ehrliche Neigung zur Polyphonie und steckt zugleich die Grenzen ab, die ihm hierin gesetzt sind. ... Sein ‚Wohltemperiertes Klavier‘ ahmt den Stil Bachs fast sklavisch nach und ist in den Fugen kaum mehr als eine kontrapunktische Übung. ... An Einfallskraft und Verarbeitung sind die Präludien den Fugen überlegen, andererseits stehen sie, gehemmt durch das Vorbild Bachs, den freien Präludien op. 34 nach.“ Krzysztof Meyer spricht sich für eine Differenzierung des Urteils innerhalb des Zyklus aus: „Nicht alle Stücke sind gleich wertvoll, und nicht alle zeigen Schostakowitschs stilistische Eigenschaften.“

## Aufnahmen
Schostakowitsch selbst spielte 18 der 24 Stücke zwischen 1951 und 1952 für EMI ein, einige davon doppelt. 
Das Spiel von Tatjana Nikolajeva ist in vier Gesamtaufnahmen dokumentiert. Audioproduktionen entstanden 1962 und 1987 für Melodija sowie 1990 für Hyperion Records, eine Filmproduktion 1992 für Medici Arts. 
Weitere Gesamtaufnahmen spielten z. B.
- Roger Woodward (erste im Westen erhältliche Aufnahme, 1975, wiederveröffentlicht 2010 bei Celestial Harmonies)
- Keith Jarrett (1991, ECM)
- Vladimir Ashkenazy (1999, Decca)
- Alexander Melnikov (2009, Harmonia mundi)
- Igor Levit (2021, Sony, zusammen mit Ronald Stevensons Passacaglia on DSCH)

Olli Mustonen nahm einen Zyklus aus 24 Präludien und Fugen auf, die er in chromatisch aufsteigender Reihenfolge im freien Wechsel aus Bachs Wohltemperiertem Klavier und Schostakowitschs op. 87 zusammenstellte (RCA Red Seal 1996).